# Visby ringmur
Visby ringmur eller Visby bymur er en middelalderlig bymur, der er anlagt omkring den inderste del af Visby på Gotland. Som det største, mest omfattende og bedst bevarede bymur i Skandinavien er muren en vigtig del af Visby som et verdensarvssted.
Den blev bygget i to etaper i 1200- og 1400-tallet, og af dens længde på omkring 3,6 km er 3,44 km endnu bevaret. Oprindelige havde den 29 store tårn, samt 22 mindre såkaldte sadeltårne, men i dag er 27 af de store tårne og 9 af de små bevaret. Adskillige huse, som blev bygget inden muren, blev inkorporeret i den under de to konstruktionsfaser. I 1700-tallet blev der tilføjet forsvarsværker på muren flere steder, og nogle af tårnene blev ombygget for at gøre plads til kanoner.
Visby ringmur blev restaureret i årene 1884-1886 under ledelse af arkitekt Emil Victor Langlet.